# Oreopanax williamsii
Oreopanax williamsii är en araliaväxtart som beskrevs av Hermann Harms. Oreopanax williamsii ingår i släktet Oreopanax och familjen Araliaceae. Inga underarter finns listade.